# Ari (Itália)
Ari é uma comuna italiana da região dos Abruzos, província de Chieti, com cerca de 1.319 habitantes. Estende-se por uma área de 11 km², tendo uma densidade populacional de 120 hab/km². Faz fronteira com Canosa Sannita, Filetto, Giuliano Teatino, Miglianico, Orsogna, Vacri, Villamagna.

## Demografia
| Variação demográfica do município entre 1861 e 2011                               |
|                                                                                   |
| Fonte: Istituto Nazionale di Statistica (ISTAT) - Elaboração gráfica da Wikipedia |